# Lysiphragma
Lysiphragma is een geslacht van vlinders van de familie echte motten (Tineidae).

## Soorten
- L. adreptella (Walker, 1864)
- L. argentaria Salmon, 1948
- L. epixyla Meyrick, 1888
- L. howesii Quail, 1901
- L. mixochlora Meyrick, 1888